# 175
Évszázadok: 1. század – 2. század – 3. század
Évtizedek: 120-as évek – 130-as évek – 140-es évek – 150-es évek – 160-as évek – 170-es évek – 180-as évek – 190-es évek – 200-as évek – 210-es évek – 220-as évek
Évek: 170 – 171 – 172 – 173 –  174 – 175 – 176 – 177 – 178 – 179 – 180

## Események

### Római Birodalom
- Lucius Calpurnius Pisót (helyettese P. Helvius Pertinax) és Publius Salvius Iulianust (helyettese M. Didius Severus Iulianus) választják consulnak.
- Marcus Aurelius megtámadja és meghódoltatja az Alföldön élő jazigokat. A jazigok szabadon engedik római foglyaikat (állítólag 100 ezret) és 8 ezer katonát adnak a római hadseregbe (közülük 5500-at Britanniába küldenek). Marcus Aurelius felveszi a "Sarmaticus" melléknevet.
- A keleti provinciák kormányzója, Gaius Avidius Cassius azt az információt kapja, hogy Marcus Aurelius súlyos beteg és a halálán van (feltehetően a császár feleségétől, Faustinától). Császárrá kiáltja ki magát, mire Marcus Aurelius gyorsan lezárja a markomann háborút (feltételezik, hogy Sarmatia és Marcomannia néven annektálni akarta a jazigok és markomannok területét, de a felkelés miatt ezt a tervét félretette) és légióival megindul kelet felé. Mikor világossá válik, hogy a császár él, egy centurio megöli Avidius Cassiust és a fejét elküldi Marcus Aureliusnak.
- Commodus nagykorúvá válik és belép a Collegium Pontificumba.
- Marcus Aurelius és fia, Commodus a keleti provinciákba vonul, ahol meglátogatják Antiochiát. Útközben Kappadókiában meghal a császár felesége, Faustina.

## Születések
- Ammóniosz Szakkasz, görög filozófus
- Szun Cö, kínai hadvezér
- Csou Jü, kínai hadvezér

## Halálozások
- Faustina, Marcus Aurelius felesége
- Gaius Avidius Cassius, római politikus
- Vettius Valens, görög asztrológus

## Fordítás
- Ez a szócikk részben vagy egészben  a(z)   175 című francia Wikipédia-szócikk ezen változatának fordításán alapul.  Az eredeti cikk szerkesztőit annak laptörténete sorolja fel. Ez a jelzés csupán a megfogalmazás eredetét és a szerzői jogokat jelzi, nem szolgál a cikkben szereplő információk forrásmegjelöléseként.